# آي باد (الجيل العاشر)
آي باد 10.9 بوصة (آي باد (الجيل العاشر)، أو آي باد 10) هو حاسوب لوحي طورته وسوقته شركة أبل كخليفة لآي باد 9، أعلن عنه في 18 أكتوبر 2022، وأصدر في 26 أكتوبر 2022.